# NGC 5941
NGC 5941 (другие обозначения — MCG 1-40-3, ZWG 50.11, HCG 76B, PGC 55314) — линзообразная галактика (S0) в созвездии Змея.
Этот объект входит в число перечисленных в оригинальной редакции «Нового общего каталога».